# Telephone
«Telephone» (с англ. — Телефон) — песня, записанная американской певицей Lady Gaga из её второго мини-альбома (EP) «The Fame Monster» при участии американской R&B певицы Бейонсе. Песня была написана Гагой, Родни Джеркинсом, ЛаШаун Дэниэлс, Лазонет Франклин и Бейонсе, а спродюсирована Darkchild (Родни Джеркинсом) самостоятельно. Основной темой песни стала боязнь Гаги того, что она не сможет дать себе отдохнуть и развлечься, из-за своей любви к работе, хотя лирика песни по большей части говорит о том, что певица просто не желает отвечать на звонки своего парня, находясь в клубе. Музыкально песня записана в быстром темпе, со взрывными припевами и двойными битами.
«Telephone» была позитивно оценена критиками, которые назвали эту песню одним из ярчайших моментов альбома «The Fame Monster». Песня попала в топ-10 чартов по всему миру, в том числе, заняла высокие места в США, Австралии, Нидерландах, Канаде, России, а также возглавила чарт Великобритании. Леди Гага исполнила акустическую версию песни на церемонии «BRIT Awards» 2010 года, в память Александра МакКуина. Также композиция исполнялась во время её второго мирового тура «The Monster Ball Tour».
Музыкальное видео к песне стало продолжением более раннего клипа певицы, к композиции «Paparazzi» и было снято в манере мини-фильма. В клипе были использованы элементы из стилистики фильмов Квентина Тарантино, в том числе из фильмов «Убить Билла» (2003) и «Криминальное чтиво» (1994). Песня стала номинантом на премию «Грэмми», в категории «Лучшее совместное вокальное поп-исполнение». За 2010 год песня разошлась тиражом в 7 миллионов 400 тысяч экземпляров.

## О песне
Первоначально Гага написала песню совместно с Родни Джеркинсом для Бритни Спирс. Однако лейбл Спирс отказался от песни и Гага записала песню совместно с Бейонсе для своего второго альбома «The Fame Monster».
Гага говорила, что: «Я написала песню для неё очень давно и она просто не включила её в свой альбом. Но это здорово, потому что я люблю эту песню и собираюсь представить её сейчас». Для записи дуэта первоначально собирались привлечь Спирс, но, по неизвестной причине, Гага выбрала Бейонсе.
Песня была вдохновлена боязнью удушья, так как Гага чувствовала, что она редко находила время просто расслабиться и повеселиться. Позже она утверждала, что:

У меня действительно есть страх удушья или, скорее страх, который никогда не позволяет мне баловать себя […] Потому что я настолько люблю свою работу, что мне просто действительно трудно пойти куда-нибудь и просто развлечься. […] Я не хожу по ночным клубам, […] Вы не увидите меня напившейся в клубе. Я не хожу и это происходит потому что, когда я обычно иду, знаете, выпиваешь виски и в середине вечеринки понимаешь, что нужно возвращаться к работе.

## Музыка и лирика

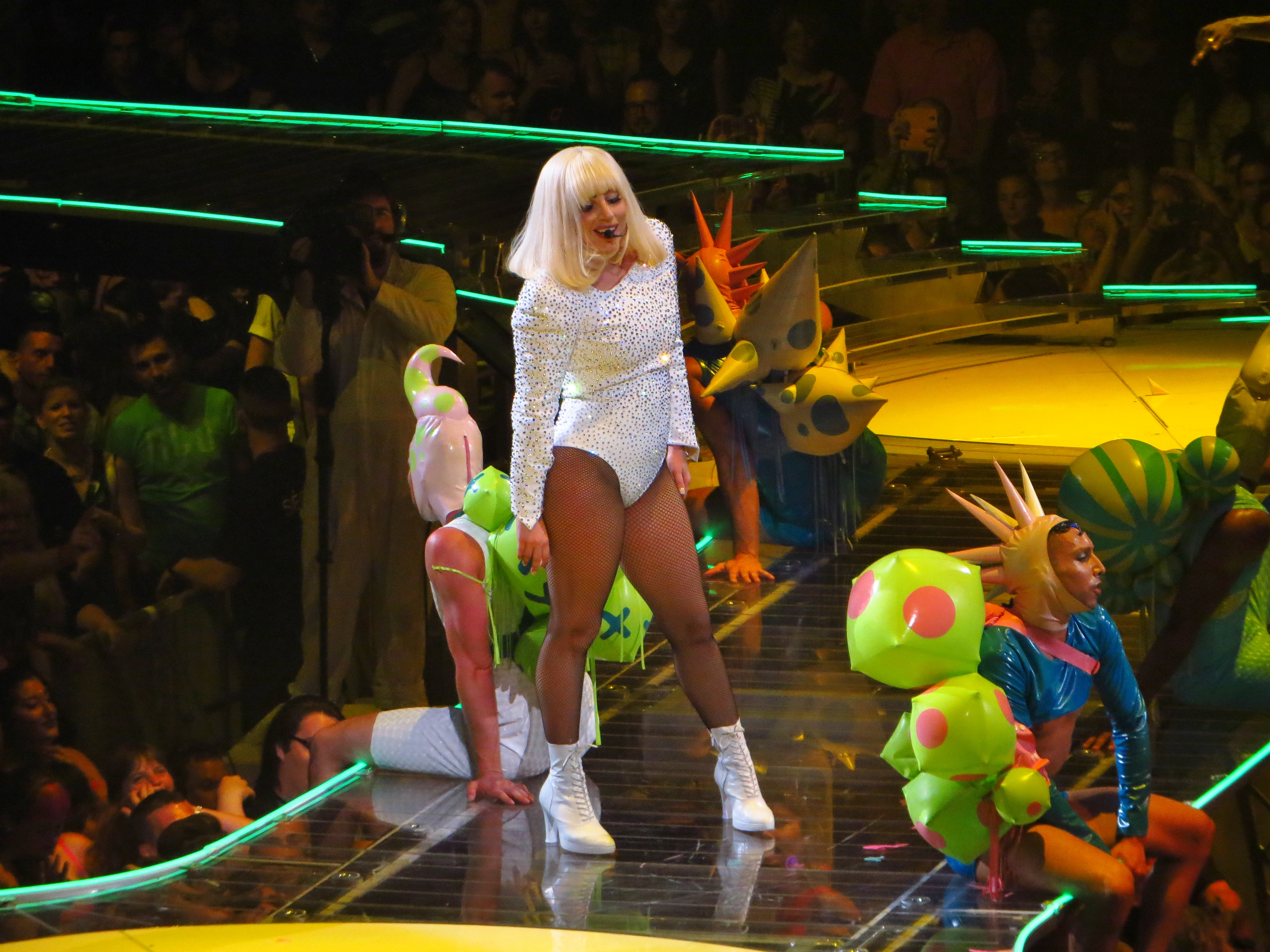
Леди Гага исполняет песню на «ArtRave: The Artpop Ball Tour»

Песня была написана Леди Гагой, Родни Джеркинсом, ЛаШаун Дэниэлсом, Лизонет Франклин и Бейонсе.
Хотя песня создана как дуэт, Бейонсе поёт незначительную её часть, вначале появляясь в середине второго куплета и в конечном припеве. Начало песни достаточно спокойно, где Гага поёт торжественным голосом под мелодию арфы и неожиданно композиция переходит к пульсирующему биту. По смыслу песни Гага находится в клубе и её парень пытается ей дозвониться, но она не хочет с ним говорить, потому что выпивает и танцует под её любимую песню. В припеве Гага поёт: «Stop calling, stop calling, I don’t want to talk anymore» (с англ. — «Прекрати звонить, прекрати звонить, я не хочу больше говорить»). «Telephone» включает в себя длинный бридж, рэп-куплет и эпилог, в котором голос говорит, что на данный момент абонент не доступен. Согласно нотным листам, изданным на «Musicnotes.com», песня записана в среднем темпе в 120 ударов в минуту. Голос Гаги охватывает при пении ноты с Фа-3 по До-5. Песня написана в тональности Фа-минор и в её основе лежит последовательность аккордов Фа-минор-Ля-бемоль-мажор-Си-бемоль-мажор-Фа-минор.
Лирика песни относится к певице, которая больше предпочитает танцевать на танцполе, чем ответить на звонок своего парня. Куплеты в песне поются в очень быстром темпе, с использованием двойного бита. По утверждениям Гаги, телефон, упомянутый в лирике песни, является не материальным телефоном, а скорее голосом в её голове, который говорит продолжать работать больше и больше. Гага объяснила, что: «Это мой страх, что звонит телефон и звонок раздаётся в голове […] И не понятно то ли это действительно телефон звонит, либо это просто мысли в твоей голове…».

## Критика

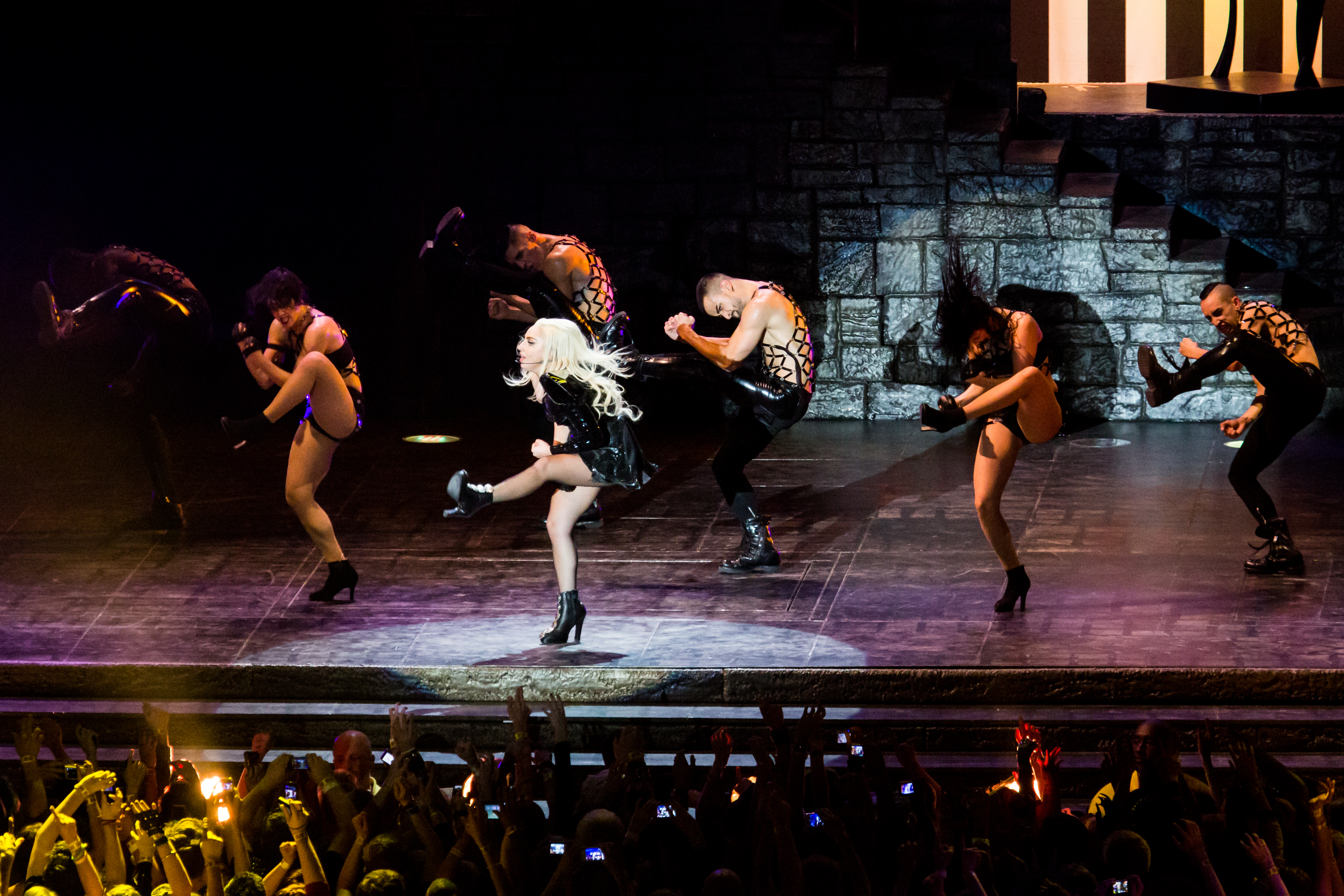
Леди Гага исполняет «Telephone» на «The Born This Way Ball» в Манчестере

Песня была позитивно оценена критиками. Майкл Хаббард из «MusicOMH» сказал, что песня «возможно самая лучшая вещь здесь [в альбоме „The Fame Monster“]». Он также похвалил «блестящий бридж» и концовку песни, где звонящий переключается на автоответчик певицы. «Popjustice» также позитивно оценили песню: «Это вообще немного похоже на то, как будто песня Гвен Стефани „What You Waiting For?“ смиксована с песней Timbaland-а „The Way I Are“ и при этом они смиксованы с ещё примерно пятьюдесятью другими вещами… Структура песни весьма захватывающая […] и вообще есть что-то действительно прекрасное во вкладе Бейонсе в эту песню, так что всё кажется чудесным и задуманным так изначально». Эван Саудей из «PopMatters» сказал, что «самое обсуждаемое сотрудничество с Бейонсе, песня „Telephone“, которая, с её ускоренным битом и зажигательными стихами, оказывается одной из самых накачанных адреналином песен, которые Гага создавала до сих пор, это в целом чувствуется так, как будто трек меняется в каждый момент звучания и всё из-за того лёгкомысленного волнения, разделённого между двумя дивами, которое с лёгкостью делает эту песню безоговорочно одним из лучших моментов в альбоме „The Fame Monster“».
Билл Лэмб из «About.com» перечислил песню среди лучших моментов альбома и сказал, что: «Записанный совместно с Бейонсе, „Telephone“ — это клубный боевик, который подойдёт как поклонникам R&B и хип-хопа, так и для радио». В отдельном обзоре он относил песню к эре «Just Dance» и откомментировал это так: «По стихам, это преемник „Just Dance“. Лирика включает Гагин разговор о нежелании использовать её телефон в клубе. Включать [в альбом] такой трек, когда он так похож на „Just Dance“, который был так давно и с совсем другой Гагой, — это как-то неуклюже. Особенно если это планируется выпустить синглом… Это весёлая и понятная песня, но на „The Fame Monster“ есть треки значительно лучше, которые могли бы стать синглами».
Майкл Вудс из «Los Angeles Times» сказал, что «Telephone» — это «тщательно продуманное размышление на тему того, как это раздражает, когда какой-нибудь чувак звонит тебе, в то время, как ты отрываешься в клубе». Ники Эскуэрдо из «Phoenix New Times» причислил песню к лучшим трекам альбома. Сара Хэджхбэгэри из «The Times» не была впечатлена песней и сказала, что: «Присутствие вокала Бейонсе посреди телефонных звонков в „Telephone“ добавляет к смыслу чрезвычайного хаоса». Мэлани Бэртолди из журнала «Billboard» дала песне позитивную оценку, сказав, что: «Во многом схожий с песней „Blah Blah Blah“ певицы Kesha, „Telephone“ заставляет замолчать bugaboos (рус. пугало) (отсылка к песне Destiny’s Child „Bugaboo“), с которым Бейонсе уже знакома. […] В то время как „Telephone“ проходит через стену электронных звуков, для того чтобы снова вернуться к его простому вступлению, Гага и Бейонсе оставляют слушателя только с одним выбором — сдаться танцполу».

## Чарты
В ноябре 2009 года были великолепные продажи цифровой версии композиции и песня заняла места в чартах Ирландии, Австралии и Великобритании под 26, 29 и 30 номерами соответственно. Также во время продаж цифровых версий песни с 12 декабря 2009 года песня попала в «Billboard Hot 100» США в число лучших 30 композиций. После нескольких недель колебаний в чарте песня «Telephone» достигла 3-го место в чарте. 27 февраля 2010 года песня заняла первое место в чарте танцевальных композиций «Hot Dance Club Songs». На данный момент продано более 1,5 миллиона цифровых копий сингла в США. Сингл дебютировал на 14-м месте в «Canadian Hot 100» и позже занял 8 позицию.
В Великобритании 21 марта 2010 года эта песня стала № 1 в UK Singles Chart. Таким образом, сингл «Telephone» стал уже четвёртой песней Леди Гаги после «Just Dance», «Poker Face» и «Bad Romance», занявшей первое место в британском чарте синглов.
В России первоначально сингл появился в чарте по заявкам на радиостанциях, заняв 32 позицию, в то время как предыдущий сингл Гаги «Bad Romance» был на первом месте. 21 марта сингл дебютировал в российском радиочарте на 55 позиции, став лучшим дебютом недели. Одновременно с этим он дебютировал на 70 позиции московского радиочарта, на 45 позиции в радиочарте Санкт-Петербурга и поднялся на 25 позицию киевского радиочарта. Позже сингл поднялся на 3 позицию российского радиочарта и до 1 места в московском чарте. 24 июня 2010 года сингл занял 8 позицию российского чарта цифровых синглов.
В Австралии композиция достигла 13-го места в чарте. Австралийской звукозаписывающей ассоциацией сингл «Telephone» был сертифицирован как золотой, с продажами более 35 000 копий. В Новой Зеландии песня дебютировала на 31-м месте. 18 января 2010 композиция достигла 12-го места в рейтинге. На 33-й позиции песня дебютировала в Шведских чартах и на 35-й в чартах Нидерландов. Сингл занял третью позицию в чартах Венгрии.

## Видео

### Производство и продвижение
Музыкальное видео было снято 28 января 2010 года режиссёром Юнасом Окерлундом. Журнал «New York» сообщал, что концепция видео состоит в том, что Бейонсе вытаскивает Гагу из тюрьмы. Были опубликованы фотографии со съёмок, в которых Гага и Бейонсе запечатлены в автомобиле, на котором ездила героиня Умы Турман в фильме Квентина Тарантино «Убить Билла», под названием «Pussy Wagon» (рус. «Шмаровозка»). Марка автомобиля — Chevrolet Silverado. Другие части видео должны включать сцену в закусочной, с камео от певца Тайреса Гибсона и сцену в тюремном душе. Гага и Бейонсе одеты в костюмы от дизайнеров Фрэнка Фернандеса и Оскара Олима. В интервью «E! Online» Гага объяснила более глубокое значение клипа:

У видео к песне «Paparazzi» было потрясающее качество, с одной стороны ему присуще качество поп-музыки и одновременно с этим оно было комментарием к культуре популярности. Я хотела сделать с этим видео то же самое — взять абсолютно попсовую песню, у которой достаточно поверхностный, незначительный смысл и превратить её во что-нибудь более сложное. […] Конечно, в видео есть много моментов вдохновлённых работами Тарантино […] Мне главным образом нравится, как он использует различные формы для создания чего-то нового. Его непосредственное участие в видео выразилось в том, что он разрешил мне использовать the Pussy Wagon. У нас с ним однажды был лэнч в Лос-Анджелесе и я рассказывала ему мою концепцию видео и ему настолько понравилось, что он сказал: «Ты должна использовать Pussy Wagon»

5 февраля 2010 года, в интервью на радиостанции «KIIS-FM», Гага сказала, что: «Что мне действительно нравится в видео, так это то, что это действительно событие в поп-культуре и когда я была моложе, я всегда восхищалась когда происходило что-то действительно невероятно значительное в поп-музыке и я хотела чтобы видео было таким событием». Группа «Semi Precious Weapons» заявили в новостях MTV, что они приняли участие в съёмках видео, и также добавили, что в клипе они умирают.

### Сюжет

Гага танцует в клипе Telephone

Видео длится больше 9 минут. Оно начинается со сцены в женской тюрьме для сук (Prison for Bitches), где Гагу ведут две охранницы. Далее Гагу заталкивают в одиночную камеру и насильно раздевают. Одна из охранниц говорит: «Я же тебе говорила, что у неё нет члена», на что другая отвечает: «Очень жаль». Сцена стала ответом на слухи, распространявшимися на тему того, что Гага — интерсекс. В течение трёх минут в видео показана жизнь Гаги в тюрьме, которая включает прогулку во внутреннем дворе. Во время сцены на Гаге были надеты очки, сделанные из тлеющих сигарет. На заднем плане играет песня «Paper Gangsta» из первого альбома певицы «The Fame». Далее идёт сцена с женской дракой во внутренних помещениях тюрьмы. Сестра Гаги, Натали Джерманотта, также участвовала в данной сцене. После этого Гага отвечает на телефонный звонок и начинается песня. Когда начинает звучать бит, Гага и её танцовщицы-сокамерницы исполняют танец, одетые в обитое заклёпками нижнее бельё, колготки сеточкой и в туфлях на шпильках.
После за Гагу вносится залог и она выходит из тюрьмы, после чего встречается с Бейонсе, которая ожидает её у выхода из тюрьмы в «Pussy Wagon». Гага называет Бейонсе Honey Be (рус. Медовая Би), что является отсылкой к героине тарантиновского фильма 1994 года «Криминальное чтиво», которую звали Honey Bunny (рус. Медовый Кролик), а также является игрой слов между первой буквой в имени Бейонсе и английским словом «пчела» — «bee», как бы говоря «медовая пчелка». После нескольких диалогов, в течение которых они едут по пустыне, они приезжают в закусочную. Бейонсе садится напротив Гибсона, но устаёт от его грубости и добавляет яд в его кофе.

Название сцены «Давай-ка сделаем Сэндвич» на английском языке, выполненное в стилистике клипа

Начинается сцена «Давай-ка сделаем Сэндвич». Гага стоит посреди кухни, на её голове надета шляпа, выполненная в виде дискового телефона. Во время сцены Гага готовит еду для посетителей забегаловки. В середине сцены она добавляет в еду яд и отравляет всех посетителей. После Гага и Бейонсе с танцорами исполняют танец посреди кафе, заполненного трупами. После этого они уезжают на «Pussy Wagon», в то время показывается репортаж, в котором репортёр (Jai Rodriguez) рассказывает о массовом убийстве. Последние кадры видео показывают, как Гага и Бейонсе едут по пустыне, в то время, как на заднем плане звучит полицейская сирена. Видео заканчивается фразой: «Продолжение следует…». По мнению Бориса Желткова из «Belmy.info», «…судя по финалу „Telephone“, в скором времени фанатам следует ждать новой работы певиц».

### Релиз и обзоры видео
15 февраля 2010 года 3 кадра из клипа были опубликованы на официальном сайте Гаги. Кадры показывают Гагу в трёх различных сценах: сцене на кухне, где на ней были надеты шляпа шеф-повара и сооружение в виде телефона, полностью сделанного из волос на её голове, далее сцена в кафе с её танцорами, где она была одета в стилизованные под американский флаг бикини и бандану и чёрно-белое фото, на котором на Гаге надета шляпа в виде треугольников различных размеров и связанных телефонов. Первоначально премьера видео была запланирована в феврале 2010, но после была перенесена на март. Позже Гага представила ещё один кадр из клипа на своём аккаунте в «Twitter», на котором она была запечетлена стоящей посреди тюремной камеры, а из одежды на ней была всего лишь лента для обозначения места преступления. 9 марта 2010 ещё несколько кадров из видео появились в сети. Премьера видео состоялась 11 марта 2010 года на сайтах «E! News» и «Vevo.com». В первые 12 часов после релиза клип собрал более полумиллиона просмотров в Интернете.
Джеймс Монтгомери из MTV сказал о видео: «С клипом „Telephone“, Гага вошла в редчайшую из поп-стратосфер, разделённую совместно с Мадонной и Майклом Джексоном». Мэтт Донелли из «Los Angeles Times» сказал, что видео — это «музыкальный банкет, упакованный фантастической модой, женскими драками, отравленной пищей и армией головных уборов и необъёмным Гагиным совершенством». «Novostimira.com» отметили нестандартный сюжет клипа, сказав, что: «На этот раз Lady Gaga попала в затруднительное положение, а именно в тюрьму. Естественно, певица не могла смириться с таким положением вещей и приняла решение совершить побег. В этом ей помогла блистательная Бейонсе. Что происходит во время побега, кому именно мстят Lady Gaga и Бейонсе вы сможете лицезреть в ходе просмотра нового видео». Также на сайте, говоря о запрете показа клипа в Великобритании, сказали, что: «Телевидение Британии уже признало клип неслыханной дерзостью, а один из наиболее смелых каналов MTG также отказался его транслировать. Данные запреты не были применены к сети, поэтому клип Lady Gaga просмотрели уже пара миллионов человек. С другой стороны, если видео снято в стиле Квентина Тарантино (что само по себе уже уважительно), то почему не запретить его фильмы? Это риторический вопрос, поэтому стоит уделить пристальное внимание развитию творчества Lady Gaga, как певицы оригинальной, смелой и готовой к различным экспериментам, как на сцене, так и в процессе съемок новых видеоклипов». Эми Оделл из журнала «New York» сказал: «Это видео Гаги, но Бейонсе — это лучшая его часть: она фактически показала нам ту злую, сумасшедшую сторону её натуры, которая, как мы только узнали, скрывается под её слишком безупречным фасадом». Моника Эррера из «Billboard» написала: «Видео более чем отвечает современности […] …клип переполнен интригой, тюремными драками, крутыми сценами, массовым отравлением и множеством версий обнажающих тело нарядов, которые можно назвать „outfits“». Тэнер Стрэнски из «Entertainment Weekly» сказал, что: «Так ли это хорошо, как её эпическое видео к „Bad Romance“? К сожалению, я так не думаю. Но, тем не менее, это намного лучше, чем всё остальное». Билл Лэмб из «About.com» сказал, что: «Было бы почти невозможно соответствовать тому, что мы ожидали увидеть, но видео Гаги к „Telephone“ готово и, по моему впечатлению, оно стоит того, чтобы его посмотреть». На сайте «TimeOut.ru» написали, что: «В клипе нашли отражение последние тенденции глянцевой моды — тюрьма, фастфуд и лесбийские отношения, в общем, полная гламуризация треша». Сэнди Риос, президент «Culture Campaign» (рус. «Кампания „За“ культуру»), раскритиковала видео в интервью Меган Келли на канале «Fox News», назвав его «отвратительным… ядом для умов наших детей».

### Модная одежда в клипе
По ходу клипа Гага меняет несколько нарядов, созданных как известными дизайнерами, так и её креативной командой «Haus of Gaga». В начале клипа, при появлении Гаги в тюрьме, на ней одеты полосатое платье от «Jean-Charles de Castelbajac» и очки от «Mercura». После Гага появляется в аутфит из жёлтой полицейской ленты. На ленте написано: «Место преступления — не входить». В сцене во внутреннем дворе тюрьмы на Гаге одеты эксклюзивные цепи и комбез от «Viktor & Rolf», очки из тлеющих сигарет и обувь, созданные «Haus of Gaga». В сцене во внутренних помещениях тюрьмы на Гаге одеты пиджак от «Search and Destroy» и винтажные очки от «Chanel». Во время танца в коридоре тюрьмы на Гаге и её танцовщицах одеты аутфиты, созданные «Haus of Gaga», которые представляют собой обитое заклёпками нижнее бельё, колготки сеточкой и туфли на шпильках. В сцене, где Гага покидает тюрьму, на ней одеты винтажная шляпа и костюм от «Thierry Mugler». Далее в клипе появляется Бейонсе, которая ожидает Гагу в автомобиле. На ней также одеты винтажная шляпа и костюм от «Thierry Mugler». Во время появления Бейонсе в кафе на ней одеты жёлтая шляпа и платье от «Atsuko Kudo», очки от «Jeremy Scott». После Гага появляется в сцене «Давай-ка сделаем Сендвич» и на ней одеты телефонная шляпа от «Fred Butler» и платье от «Rachel Barrett». Танцоры в сцене одеты в аутфит от «Jenny Araskog». Далее Гага появляется в роли официантки и на ней одеты шляпа и платье от «Rachel Barrett», а укладка-телефон создана стилистом Danilo. В сцене, когда Гага, Бейонсе и танцоры танцуют посреди кафе, на Гаге одеты аутфит от «Haus of Gaga», в виде бикини и банданы, выполненных под американский флаг и обувь от «Christian Louboutin». Бейонсе в сцене одета в костюм от «Oscar Olima». Танцоры одеты в джинсы от «Franc Fernandez» и «Oscar Olima» и куртки от «Noki», «Bess» и «Haus OF Gaga». Когда Бейонсе появляется в номере мотеля, на ней одеты пиджак и обувь от «Jean-Charles de Castelbajac», джинсовые шорты от «Franc Fernandez & Oscar Olima». В сцене с автомобилем Гага появляется в леопардовом костюме от «Haus of Gaga». Когда Гага и Бейонс танцуют в пустыне около автомобиля, на них одеты костюмы с ковбойскими шляпами от «Emilie Pirlot».

## Живое исполнение

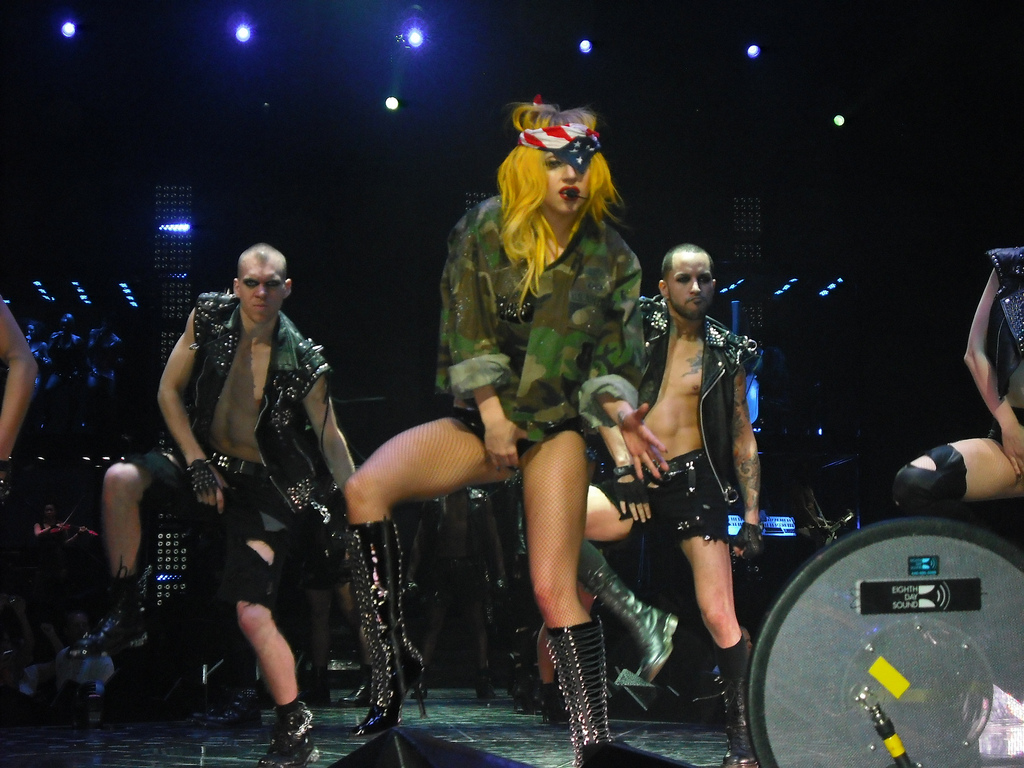
Гага исполняет песню «Telephone» на «The Monster Ball Tour»

Гага исполнила «Telephone» во время вручения премии «BRIT Awards» 16 февраля 2010 года, в «Earls Court Exhibition Centre». Выступление было посвящено недавно умершему другу Гаги, модному дизайнеру Александру МакКуину. Первоначально певица хотела сделать другую версию выступления, но изменила концепцию в последнюю минуту. Таким образом она выбрала акустические версии песне «Telephone» и «Dance in the Dark». Перед шоу она оставила сообщение на Твиттере: «Сегодняшнее выступление вдохновлено нашим другом. Маска от Филлипа Триси, скульптура от Ника Кнайта, музыка от Леди Гаги. Нам не хватает тебя». Гага начала выступление со слов: «Это для Александра МакКуина». Всё выступление было более спокойным, в отличие от её предыдущих шоу.
Гага добавила песню в сет-лист «The Monster Ball Tour», во время европейской его части. Песня исполнялась во втором акте, названном «Subway» (рус. Метро). Во время исполнения Telephone Гага одета в чёрный раздельный купальник со стразами.. Также «Telephone», совместно с песней «Brown Eyes», из альбома The Fame, были исполнены в британском комедийном шоу «Friday Night with Jonathan Ross» 3 марта 2010 года, в эпизоде, который вышел в эфир 5 марта.

## Список композиций
| - UK/European CD Single 1. «Telephone (feat. Beyoncé)» — 3:40 2. «Telephone» (Alphabeat Remix Edit) — 4:51 - UK iTunes digital single 1. «Telephone (feat. Beyoncé)» — 3:40 2. «Telephone» (Music Video) — 9:27 - UK/France/Italy digital downloads - «Telephone» (Alphabeat Extended Remix) — 6:41 - «Telephone» (Crookers Vocal Remix) — 4:49 - «Telephone» (DJ Dan Extended Vocal Remix) — 5:59 (UK only) - «Telephone» (Electrolightz Remix) — 4:26 - «Telephone» (Kaskade Extended Remix) — 5:24 - «Telephone» (Ming Extended Remix) — 4:31 - «Telephone» (Passion Pit Remix) — 5:12 - «Telephone» (Tom Neville’s Ear Ringer Radio Remix) — 4:17 - UK 7" Vinyl 1. «Telephone (feat. Beyoncé)» — 3:40 2. «Telephone (feat. Beyoncé)» (Passion Pit Remix) — 5:13 | - AUS/U.S. remix EP 1. «Telephone» (Alphabeat Extended Remix) — 6:41 2. «Telephone» (Crookers Vocal Remix) — 4:50 3. «Telephone» (DJ Dan Extended Vocal Remix) — 5:59 4. «Telephone» (DJ Dan Vocal Remix) — 3:28 - Only included on the digital release 5. «Telephone» (Dr. Rosen Main Remix) — 6:25 6. «Telephone» (Electrolightz Remix) — 4:26 7. «Telephone» (Kaskade Extended Remix) — 5:24 8. «Telephone» (Ming Extended Remix) — 4:31 9. «Telephone» (Passion Pit Remix) — 5:13 10. «Telephone» (Tom Neville’s Ear Ringer Remix) — 7:14 - «The DJ Remixes» digital EP 1. «Telephone» (Alphabeat Remix Edit) — 4:49 2. «Telephone» (Crookers Dub Remix) — 5:08 3. «Telephone» (DJ Dan Dub Remix) — 6:22 4. «Telephone» (Kaskade Dub Remix) — 4:40 5. «Telephone» (Kaskade Radio Remix) — 3:43 6. «Telephone» (Ming Dub Remix) — 4:03 7. «Telephone» (Ming Radio Remix) — 3:12 8. «Telephone» (Tom Neville’s Ear Ringer Radio Remix) — 4:18 9. «Bad Romance» (DJ Paulo’s Gaga Oh La-La Remix) — 9:41 |

## Кредиты и персонал
- Леди Гага — сопродюсирование, автор, вокал
- Бейонсе Ноулс — автор, вокал
- ЛаШаун Дэниэлс — автор
- Лазонет Франклин — автор
- Хисаси Мидзогути — запись (вокал Бейонсе)
- Марк Стент — сведение
- Майк Дональдсон — запись, специальные эффекты
- Пол Фоули — запись
- Родни Джеркинс — автор, аранжировка, сведение, продюсирование

Ресурс:

## Чарты и сертификации
| Чарт (2009—2010)                 | Высшая позиция |
| -------------------------------- | -------------- |
| Australian Singles Chart         | 3              |
| Austrian Singles Chart           | 3              |
| Belgian Singles Chart (Фландрия) | 1              |
| Belgian Singles Chart (Валлония) | 1              |
| Brazilian Hot 100 Airplay        | 3              |
| Bulgarian Airplay Charts         | 2              |
| Canadian Hot 100                 | 3              |
| Czech Airplay Chart              | 9              |
| Danish Singles Chart             | 1              |
| Dutch Top 40                     | 6              |
| European Hot 100 Singles         | 1              |
| Finnish Singles Chart            | 7              |
| French Singles Chart             | 3              |
| German Singles Chart             | 3              |
| Hungarian Singles Chart          | 3              |
| Irish Singles Chart              | 1              |
| Italian Singles Chart            | 2              |
| Japan Hot 100                    | 21             |
| New Zealand Singles Chart        | 3              |
| Norwegian Singles Chart          | 1              |
| Polish Airplay Chart             | 2              |
| Russian Airplay Chart            | 3              |
| Slovak Airplay Chart             | 6              |
| Spanish Singles Chart            | 5              |
| Swedish Singles Chart            | 2              |
| Swiss Singles Chart              | 4              |
| UK Singles Chart                 | 1              |
| US Billboard Hot 100             | 3              |
| US Adult Contemporary            | 25             |
| US Hot Latin Songs               | 23             |
| US Hot Dance Club Songs          | 1              |
| US Mainstream Top 40             | 1              |

| Чарт (2010)               | Позиция |
| ------------------------- | ------- |
| Russian LoveRadio Top-100 | 29      |

| Страна         | Статус                  |
| -------------- | ----------------------- |
| Австралия      | 2× Платиновый           |
| Бельгия        | Золотой                 |
| Германия       | Золотой                 |
| Дания          | Золотой                 |
| Испания        | Золотой                 |
| Италия         | Платиновый              |
| Канада         | 3× Платиновый           |
| Новая Зеландия | Платиновый              |
| Франция        | Золотой                 |
| Швейцария      | Золотой                 |
| Япония         | Золотой (cellphone, PC) |

## Релиз
| Страна         | Дата выпуска    | Формат                                       |
| -------------- | --------------- | -------------------------------------------- |
| США            | 26 января 2010  | Top 40, Rhythmic, Urban, Hot AC              |
| Франция        | 15 февраля 2010 | Цифровая дистрибуция                         |
| США            | 2 марта 2010    | The Remixes EP — Цифровая дистрибуция        |
| Великобритания | 2 марта 2010    | The Remixes EP — Цифровая дистрибуция        |
| Канада         | 2 марта 2010    | The Remixes EP — Цифровая дистрибуция        |
| Франция        | 2 марта 2010    | The Remixes EP — Цифровая дистрибуция        |
| Дания          | 2 марта 2010    | The Remixes EP — Цифровая дистрибуция        |
| Швеция         | 2 марта 2010    | The Remixes EP — Цифровая дистрибуция        |
| Швейцария      | 2 марта 2010    | The Remixes EP — Цифровая дистрибуция        |
| Бельгия        | 2 марта 2010    | The Remixes EP — Цифровая дистрибуция        |
| Ирландия       | 2 марта 2010    | The Remixes EP — Цифровая дистрибуция        |
| Нидерланды     | 2 марта 2010    | The Remixes EP — Цифровая дистрибуция        |
| Великобритания | 15 марта 2010   | CD-сингл, 7" пластинка, Цифровая дистрибуция |
| Россия         | 19 марта 2010   | Цифровая дистрибуция                         |
| США            | 30 марта 2010   | The Remixes EP — CD-сингл                    |
| Германия       | 2 апреля 2010   | CD-сингл                                     |
| Франция        | 5 апреля 2010   | Цифровая дистрибуция                         |
| Франция        | 6 апреля 2010   | CD-сингл                                     |